# Mistrzostwa Europy w Judo 1968
17. Mistrzostwa Europy w Judo odbyły się w dniach 17–19 maja 1968 roku w Lozannie. 

## Klasyfikacja medalowa
| Miejsce | Państwo         |   |   |    | Razem |
| ------- | --------------- | - | - | -- | ----- |
| 1       | ZSRR            | 3 | 4 | 0  | 7     |
| 2       | RFN             | 3 | 0 | 5  | 8     |
| 3       | Francja         | 1 | 1 | 2  | 4     |
| 4       | NRD             | 0 | 1 | 2  | 3     |
| 5       | Jugosławia      | 0 | 1 | 0  | 1     |
| 6       | Holandia        | 0 | 0 | 2  | 2     |
| 7       | Austria         | 0 | 0 | 1  | 1     |
| .       | Polska          | 0 | 0 | 1  | 1     |
| .       | Wielka Brytania | 0 | 0 | 1  | 1     |
| Razem   | Razem           | 7 | 7 | 14 | 28    |

## Medaliści

### Mężczyźni
| Konkurencja: | Złoto:                                                                                             | Srebro: | Brąz: |
| −63 kg       | Piruz Martkoplishvili                                                                              | Siergiej Suslin                                                                                            | Serge Feist Denis Pylypiw |
| −70 kg       | Roin Magaltadze                                                                                    | Otari Natelashvili                                                                                         | Czesław Kur Allan Wood |
| −80 kg       | Wolfgang Hofmann                                                                                   | Patrick Clement                                                                                            | Ferdinand Miebach Horst Leupold |
| −93 kg       | Peter Herrmann                                                                                     | Helmut Howiller                                                                                            | Ernst Eugster Paul Barth |
| ponad 93 kg  | Klaus Glahn                                                                                        | Anzor Kiknadze                                                                                             | Alfred Meier Erich Butka |
| Open         | Vladimir Saunin                                                                                    | Radovan Krajinović                                                                                         | Günther Monczyk Klaus Hennig |
| Drużynowo    | Serge Feist · Pierre Guichard · Patrick Clement · Jean-Paul Coche · Jean-Claude Brondani · Francja | Otari Natelashvili · Siergiej Suslin · Aleksandr Suklin · Vladimir Pokatayev · Anzor Kibrotsashvili · ZSRR | Harry Utzat · Gerd Egger · Wolfgang Hofmann · Peter Herrmann · Klaus Glahn · RFN · Jan Gietelinck · Tony Jonkman · Jan Snijders · Ernst Eugster · Peter Snijders · Holandia |